# Apparecchio di Viktor Meyer

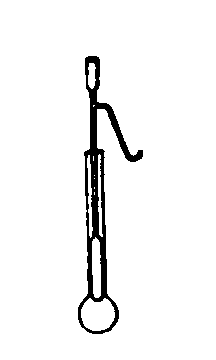
Apparecchio di Viktor Meyer

L'apparecchio di Viktor Meyer viene utilizzato in laboratorio chimico per determinare il peso molecolare di un liquido volatile o la densità di vapore. Fu ideato dal chimico tedesco Viktor Meyer nel 1878.
L'apparecchio consiste in una colonna verticale di vetro, contenente un piccolo letto di sabbia sul fondo, riscaldata tramite una camicia riscaldante a bagnomaria contenente acqua portata ad ebollizione. Un tubo posto sulla sommità permette di convogliare il vapore in un contenitore a tenuta. Sempre sull'apice della colonna è presente una fialetta di vetro contenente una quantità nota di liquido da analizzare; la fialetta è sita su un dispositivo chiamato cucchiaio che permette il rilascio del contenuto in seguito ad una sua rotazione e funge da tappo.
Una volta giunto sul fondo della colonna, il liquido inizia a riscaldarsi e ad evaporare. Espellendo il blocco della fiala il contenuto aeriforme della colonna, corrispondente al volume di liquido volatilizzato a 100 °C, viene convogliato nel contenitore e si determina l'esatto volume.
Conoscendo la massa del liquido sottoposto alla determinazione e il suo volume allo stato vapore a 100 °C è possibile risalire al peso molecolare.